# Storia della Romania

Stemma storico della Romania

Questa voce dà una breve sintesi di ogni periodo della Storia della Romania.

## Dacia
Attorno al 200 a.C. il territorio dell'attuale Romania era abitato dai Daci, popolo, secondo taluni, di stirpe tracica o, secondo altri, costituente un gruppo etnico a sé stante. Nel corso del I secolo a.C. si andò conformando, sotto il governo del re Burebista (70 a.C.-44 a.C.) uno Stato daco, che, grazie a tale sovrano divenne un'entità politica potente e temuta, arrivando persino a minacciare gli interessi dell'Impero Romano. Sembra che Giulio Cesare avesse preso la decisione di annettere la Dacia, ma il suo assassinio nel 44 a.C. glielo impedì. Anche Burebista, in quello stesso anno, venne tradito per denaro e fatto assassinare da un gruppo di nobili. Nel 95 ascese al trono dei Daci il re Decebalo, eletto dal consiglio dei saggi del suo popolo. 
Domiziano tentò invano di annettere all'Impero romano il Regno dei Daci, ma il suo successore, Traiano, nonostante la strenua resistenza di Decebalo, che si dimostrò un notevole stratega, e il valore del popolo daco, riuscì ad occupare la massima parte della regione. Nel 106, a seguito della sconfitta e della morte di Decebalo, i Daci vennero assorbiti nell'Impero, divenendo, circa un secolo più tardi, cittadini romani a tutti gli effetti a seguito della Constitutio antoniniana promulgata nel 212 da Caracalla.
Non avendo possibilità di proteggere in modo efficace la provincia dai popoli barbari, nel 274 l'imperatore Aureliano ordinò all'esercito romano di abbandonare la Dacia e ritirarsi al di là del Danubio. La Dobrogea fu l'unica zona facente parte dell'attuale Romania che, trovandosi oltre tale fiume, continuò a far parte dell'Impero romano e, successivamente, di quello romano-orientale, per oltre tre secoli. La rapida diffusione della lingua e della civiltà latine in Dacia, oltre ai legami di sangue che si erano andati formando fra la popolazione autoctona e i coloni e i legionari romani, avrebbero contraddistinto fino ai giorni nostri la storia di quelle terre imprimendosi per sempre su di esse e sui popoli che le avrebbero abitate.

## Romania nel Medioevo e Età Moderna

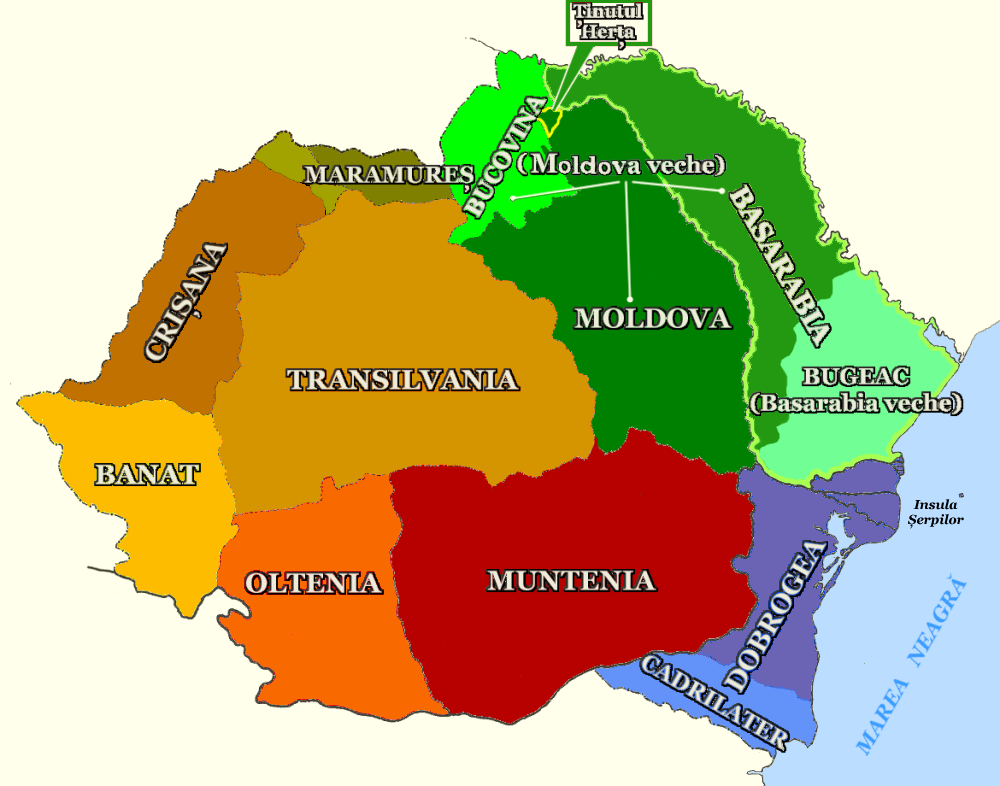
Romania - province storiche

Seguirono delle vaste ondate di invasioni: nuovi popoli di cultura iranica, germanica, slava, turco-tartara, ugrica e pacifiche immigrazioni. Giunsero in varie ondate a partire dal III secolo d.C.
Ma furono soprattutto gli Slavi, giunti nel VII secolo e gli Ungheresi, giunti entro il IX secolo ad avere una certa influenza sulla storia della Romania fino al momento della conquista ottomana. I Genovesi crearono colonie commerciali sulle coste a partire dal Duecento.
Soltanto nel XIV secolo nacquero i principati più grandi di Moldavia e Valacchia per combattere una nuova minaccia nella forma dei Turchi ottomani, che conquistarono Costantinopoli nel 1453. Nel 1541, l'intera penisola balcanica e gran parte dell'Ungheria erano province turche. Tuttavia la Moldavia, Valacchia e Transilvania restarono paesi tributari, vassalli del impero ottomano, godendo di una larga autonomia interna e di una certa indipendenza esterna.
La conquista ungherese della Transilvania durò circa due secoli. Nell'XI secolo la Transilvania diventò una parte autonoma del regno ungherese che restava però sotto il controllo Magiaro.
Nell'anno 1600 i tre principati rumeni furono, per un breve periodo, uniti dal principe valacco Mihai Viteazul, ma l'unità scomparve quando Mihai fu ucciso, soltanto un anno più tardi, dai soldati di un ufficiale austriaco.
Dopo quasi due secoli di dominazione ottomana e cioè agli inizi del XVIII secolo Ungheria e Transilvania divennero parte dell'Impero austriaco. Gli austriaci, a loro volta, espansero rapidamente l'impero: nel 1718 un'importante parte della Valacchia, chiamata Oltenia, fu incorporata nell'impero austriaco e ritornò alla Turchia soltanto nel 1739.

## Il risveglio nazionale della Romania
Come in gran parte dei Paesi europei, il 1848 portò alla rivoluzione la Moldavia, la Valacchia e la Transilvania. Gli scopi dei rivoluzionari erano di completare l'indipendenza delle prime due e l'emancipazione nazionale della terza e rimasero incompiuti; furono tuttavia la base di successive evoluzioni. Inoltre il sollevamento aiutò la popolazione dei tre principati a riconoscere la loro unità di lingua ed interessi. Tassati pesantemente e mal amministrati sotto l'impero ottomano, nel 1859, sotto incitamento e suggerimento di Napoleone III imperatore dei Francesi, il popolo di Moldavia e Valacchia elesse la stessa persona - Alexandru Ioan Cuza - come principe. Così nacque la Romania.

## Prima guerra mondiale e periodo interbellico
Dal 1914 al 1926 la Romania venne governata dal re Ferdinando I. Sovrano colto ed intelligente, conscio della necessità di modernizzare il regno, promosse nel 1923 una nuova costituzione liberale e una riforma agraria a favore dei piccoli contadini, concesse la cittadinanza agli Ebrei rumeni e cercò di sviluppare le imprese industriali. Tuttavia improvvisamente, a soli 62 anni, Ferdinando scomparve lasciando dietro di sé un'opera ancora da terminare che sarebbe stata annullata negli anni successivi.
In effetti, la maggior parte dei successivi governi Rumeni del periodo fra le due guerre mondiali mantennero più la forma che la sostanza di una monarchia liberale e costituzionale. Nel 1938 per prevenire la formazione di un governo che avrebbe incluso ministri della guardia di ferro filonazista, re Carol II sciolse il parlamento e istituì una dittatura reale che ebbe vita breve. Nel 1939, la Germania e l'Unione Sovietica firmarono il patto Molotov-Ribbentrop nei cui protocolli segreti la Germania prendeva in considerazione l'"interesse" sovietico alla Bessarabia.

## Romania durante la seconda guerra mondiale

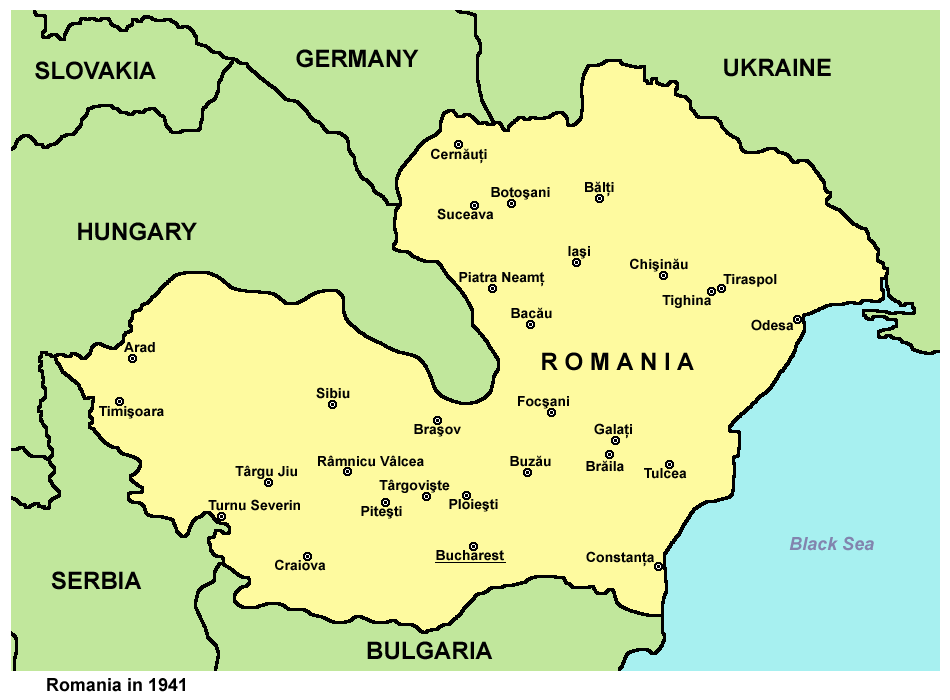

Come risultato del patto Molotov-Ribbentrop, la Romania si vide imporre dall'URSS nel giugno 1940 la cessione della Bassarabia e, con sorpresa, anche della Bucovina settentrionale che in precedenza era appartenuta all'Austria e non alla Russia. L'Armata rossa fece irruzione in Bessarabia e nella Bucovina settentrionale, senza rispettare i tempi minimi pattuiti con il governo di Bucarest per il ritiro delle proprie forze. Le truppe sovietiche aprirono il fuoco contro i soldati rumeni in marcia verso il nuovo confine e contro la popolazione civile in fuga provocando numerose vittime anche fra donne e bambini. Si ricorda al riguardo il massacro di Fântâna Albă. Bessarabia e Bucovina settentrionale vennero annesse dall'Unione Sovietica.
L'atto di forza dell'URSS risvegliò il revanscismo ungherese. Vi era tuttavia il freno della Germania, che pur mostrando comprensione per le rivendicazioni del governo di Budapest, non aveva alcun interesse a mettere a repentaglio le forniture di petrolio da parte della Romania. Berlino spingeva quindi per una soluzione di compromesso incentrata sulla spartizione della Transilvania. Nell'agosto del 1940 fu convocata a Vienna una conferenza con la partecipazione dei tre paesi ai quali venne aggiunta l'Italia. Il nuovo assetto territoriale imposto alla Romania prevedeva la cessione dell'area dove i magiari rappresentavano la maggioranza assoluta della popolazione, ma data la non contiguità con l'Ungheria, veniva imposta la cessione di un corridoio a maggioranza rumena.
Il re perse consensi per l'arrendevolezza di fronte alle pressioni esterne e fu costretto ad abdicare a favore del figlio Michele. Prese allora il potere in veste di dittatore il generale Ion Antonescu, considerato filo-francese, che godeva della stima dell'esercito e non era inviso ai partiti democratici. Il crollo militare della Francia ed il rafforzamento della Germania non lasciavano tuttavia alla Romania larghi spazi di manovra. La Romania entrò nella seconda guerra mondiale a fianco delle Potenze dell'Asse nel giugno 1941, invadendo l'Unione Sovietica e recuperando temporaneamente la Bassarabia e la Bucovina.
Anzi, l'esercito rumeno imprudentemente continuò l'avanzata sino al Caucaso. Inoltre i rumeni collaborarono con i militari germanici nell'internamento e negli eccidi di cui furono vittime le comunità ebraiche nei territori occupati - massacro di Odessa. In seguito, tuttavia, le sorti della guerra si rovesciarono. Il disastro di Stalingrado, la resa dell'Italia e l'irresistibile avanzata dell'Armata rossa dissolsero la popolarità di Antonescu e la Romania cercò di uscire dal conflitto prendendo contatti con gli Alleati. La risposta raggelante fu di trattare la resa con il governo di Mosca. Era noto però che i sovietici detestavano il dittatore rumeno.

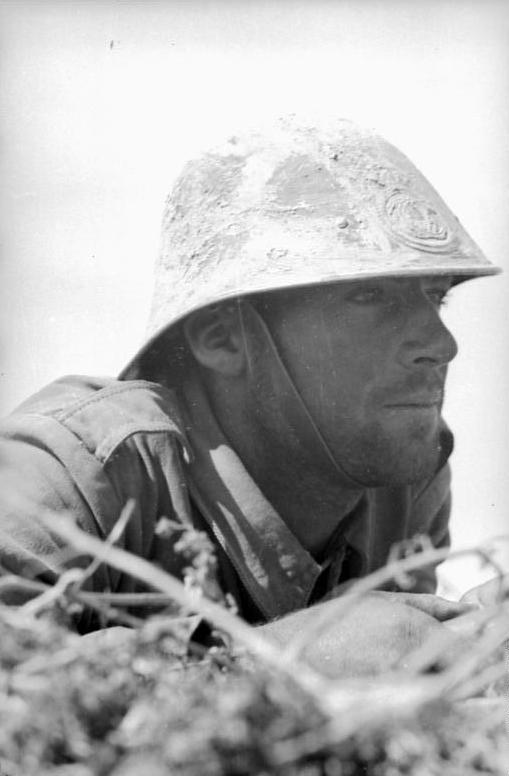
Soldato rumeno dell'esercito combattente sul Fronte Orientale nel 1942

Nell'agosto del 1944, un colpo di Stato condotto da re Michele, con il supporto degli oppositori politici e dell'esercito depose Antonescu e mise l'esercito della Romania a fianco dell'Armata rossa nell'avanzata verso la Germania. La Romania ebbe pesanti perdite nella lotta contro i tedeschi in Transilvania, Ungheria e Cecoslovacchia.
Alla fine della Seconda guerra mondiale, la Transilvania settentrionale fu riunita alla Romania, ma, a nord-est, Bassarabia, Bucovina settentrionale e il Territorio di Herța furono assegnati definitivamente all'Unione Sovietica e una parte della Dobrugia (il cosiddetto Quadrilatero) alla Bulgaria. Dopo la firma del Trattato di pace l'URSS si impadronì dell'Isola dei Serpenti, l'unica isola in mare aperto della Romania, che venne adibita a base militare e spostò verso ovest anche il confine sul delta del Danubio. Il governo di Bucarest, con il paese ancora occupato dall'Armata rossa, fu costretto ad accettare queste ulteriori mutilazioni territoriali.

## Romania comunista
L'occupazione sovietica che seguì la Seconda guerra mondiale sfociò in un colpo di Stato nel dicembre 1947. 
Il Primo ministro Petru Groza con i comunisti rumeni, supportati dalle truppe sovietiche occupanti, costrinse re Michele I ad abdicare. Questi nel gennaio del 1948 venne mandato in esilio. Il 13 aprile dello stesso anno venne approvata la nuova Costituzione repubblicana, senza un referendum.
A partire dagli anni sessanta, il governo comunista rumeno cominciò a manifestare una certa indipendenza dall'Unione Sovietica, al fine di guadagnare consensi sia in patria che all'estero. Nicolae Ceaușescu divenne capo del partito comunista nel 1965 e capo di Stato nel 1967. La denuncia di Ceaușescu dell'invasione sovietica nel 1968 della Cecoslovacchia ed un breve rilassamento della politica interna di repressione lo aiutò ad ottenere una buona immagine sia in patria sia in Occidente.
I capi di Stato occidentali, sedotti dalla politica estera "indipendente" di Ceaușescu erano riluttanti ad accanirsi contro un regime, che alla fine degli anni 1970, era diventato sempre più duro, arbitrario e capriccioso.
Il governo del presidente Nicolae Ceaușescu divenne sempre più draconiano ed impopolare negli anni ottanta.
Caduto da tempo il regime comunista nella vicina Ungheria e nel resto dei paesi dell'Est, a metà dicembre del 1989 nella città di Timișoara dove era presente anche una minoranza ungherese scoppiò una protesta popolare per fermare la rimozione forzata da parte delle autorità comuniste del pastore calvinista László Tőkés. La protesta crebbe a tal punto da diventare una vera e propria sollevazione di tutto il popolo della Romania, che fu appoggiata poi da una parte del regime per eliminare Ceaușescu, divenuto ormai una personalità troppo ingombrante nell'Europa post-guerra fredda.
Ion Iliescu prese il suo posto il 22 dicembre. Ceaușescu fu immediatamente arrestato, e dopo un processo sommario giustiziato il 25 dicembre. Circa 1.550 persone furono uccise in confusi combattimenti sulle strade. Una improvvisata coalizione politica, il Fronte di Salvezza Nazionale (FSN) si installò e proclamò la restaurazione della libertà e del liberalismo. Il Partito Comunista Rumeno fu messo fuori legge, e le misure più impopolari di Ceaușescu, come il divieto di aborto e contraccezione ritirati.

## Romania dopo il 1989
Le prime elezioni presidenziali e parlamentari furono tenute il 20 maggio, 1990. Gareggiando contro i partiti d'avanguerra Partito Nazionale Contadino e Partito Nazionale Liberale, Iliescu vinse con l'85% dei voti. Il FSN prese due terzi dei posti in parlamento, nominò un professore universitario, Petre Roman, come primo ministro e avviò delle timide riforme di mercato libero.
Nell'aprile 1990, dal momento che il governo provvisorio era ancora largamente formato da membri che erano appartenuti al Partito Comunista, gruppi di manifestanti anti-comunisti, principalmente studenti, si accamparono in Piazza dell'Università a Bucarest. Due mesi più tardi questi vennero brutalmente dispersi dai minatori della valle di Jiu chiamati dal presidente Iliescu. I minatori attaccarono anche le sedi e case dei leader di opposizione. Il governo di Petre Roman cadde nel tardo settembre 1991, quando i minatori ritornarono a Bucarest chiedendo un rialzo dei salari. Tali ripetuti interventi dei minatori passarono alla storia con il termine di mineriade. Dopo l'addio di Roman fu creato un governo presieduto da Theodor Stolojan fino alle successive elezioni.
Una nuova costituzione democratica, redatta dal parlamento, fu approvata tramite referendum popolare nel dicembre 1991. Nel settembre 1992 Iliescu conseguì un nuovo mandato presidenziale con una netta maggioranza e diede pluralità al suo partito, il Partito della Democrazia Sociale di Romania. Con il supporto parlamentare dei partiti nazionalisti Partito dell'Unità Nazionale Romena e Partito Grande Romania e del partito ex-comunista Partito Socialista del Lavoro, fu formato un governo nel novembre 1992, presieduto dal primo ministro Nicolae Văcăroiu, un economista.
Nel 1996 Emil Constantinescu, leader della coalizione elettorale Convenzione Democratica Romena (CDR), sconfisse Iliescu nel secondo turno elle elezioni presidenziali e lo rimpiazzò. Victor Ciorbea fu nominato primo ministro. Ciorbea rimase in carica fino al marzo 1998, quando fu sostituito da Radu Vasile (PNȚCD).
Nel 2000 il Partito Social Democratico (PSD) e Iliescu vinsero di nuovo le elezioni e Adrian Năstase divenne premier.
Dal 2004 al 2014 il nuovo presidente fu Traian Băsescu, esponente del Partito Democratico. Lo stile politico di Băsescu, incline al protagonismo politico, tuttavia, fu contestato da diverse forze di opposizione (Partito Nazionale Liberale e Partito Social Democratico) che, per la sua destituzione, organizzarono senza successo due referendum (2007 e 2012). 
Nel 2004 la Romania accedette alla NATO e il 1º gennaio 2007 all'Unione europea.
La crisi economica internazionale colpì violentemente il paese nel 2012, contribuendo al calo di popolarità del presidente che, nel 2014, fu sostituito dal liberale Klaus Iohannis, vincitore delle elezioni. Nel 2015, in seguito alla tragedia della discoteca Colectiv di Bucarest, si verificarono ampie proteste che costarono le dimissioni del primo ministro Victor Ponta, figura chiave del Partito Social Democratico in carica dal 2012 e coinvolto in numerosi scandali giudiziari. Sempre nel 2015, con Dacian Cioloș, successore di Ponta, la Romania visse l'esperienza del primo governo tecnico dell'epoca democratica.
Dopo aver trionfato alle elezioni del 2016, nel 2017 il Partito Social Democratico tornò al potere, con il primo ministro Sorin Grindeanu.